# The Whispered World
The Whispered World – komputerowa gra przygodowa typu wskaż i kliknij, wydana w 2009 roku na komputerach osobistych. Została zaprojektowana przez Marco Hüllena, a stworzona przez firmę Daedalic Entertainment. Na świecie wydało ją przedsiębiorstwo Deep Silver, natomiast w Polsce – City Interactive. Akcja gry rozgrywa się w świecie fantasy, a jej głównym bohaterem jest 12-letni klaun. Oprawa graficzna gry została narysowana ręcznie, a następnie animowana komputerowo.